# Eleições legislativas portuguesas de 1965
As eleições legislativas portuguesas de 1965 foram realizadas no dia 7 de Novembro, sendo eleitos os 130 deputados da Assembleia Nacional. A totalidade dos deputados eleitos pertence à União Nacional. A Oposição Democrática apresentou listas em Lisboa, Porto, Leiria, Viseu e Braga. Em Lisboa, 67,7% a favor da União Nacional. No Porto, 64%. Os trabalhos do novo Parlamento iniciaram-se em 25 de novembro de 1965 e terminaram com o fim do mandato em 1969.

## Resultados eleitorais
| Partido                 | Partido                  | Votos                                                         | %                                                             | +/-                                                           | Deputados                                                     | +/-                                                           |
| ----------------------- | ------------------------ | ------------------------------------------------------------- | ------------------------------------------------------------- | ------------------------------------------------------------- | ------------------------------------------------------------- | ------------------------------------------------------------- |
|                         | União Nacional           | 998,542                                                       | 100                                                           | Estável                                                       | 130 / 130                                                     | Estável                                                       |
|                         | Candidaturas de Oposição | A oposição anunciou desistência antes das eleições ocorrerem. | A oposição anunciou desistência antes das eleições ocorrerem. | A oposição anunciou desistência antes das eleições ocorrerem. | A oposição anunciou desistência antes das eleições ocorrerem. | A oposição anunciou desistência antes das eleições ocorrerem. |
| Votos Inválidos         | Votos Inválidos          | –                                                             | –                                                             | –                                                             |                                                               |                                                               |
| Total                   | Total                    | 998,542                                                       | 100                                                           |                                                               | 130                                                           |                                                               |
| Eleitorado/Participação | Eleitorado/Participação  | 1,357,459                                                     | 73.6                                                          | 0,4                                                           |                                                               |                                                               |